# ハインリヒ・フォン・シーボルト

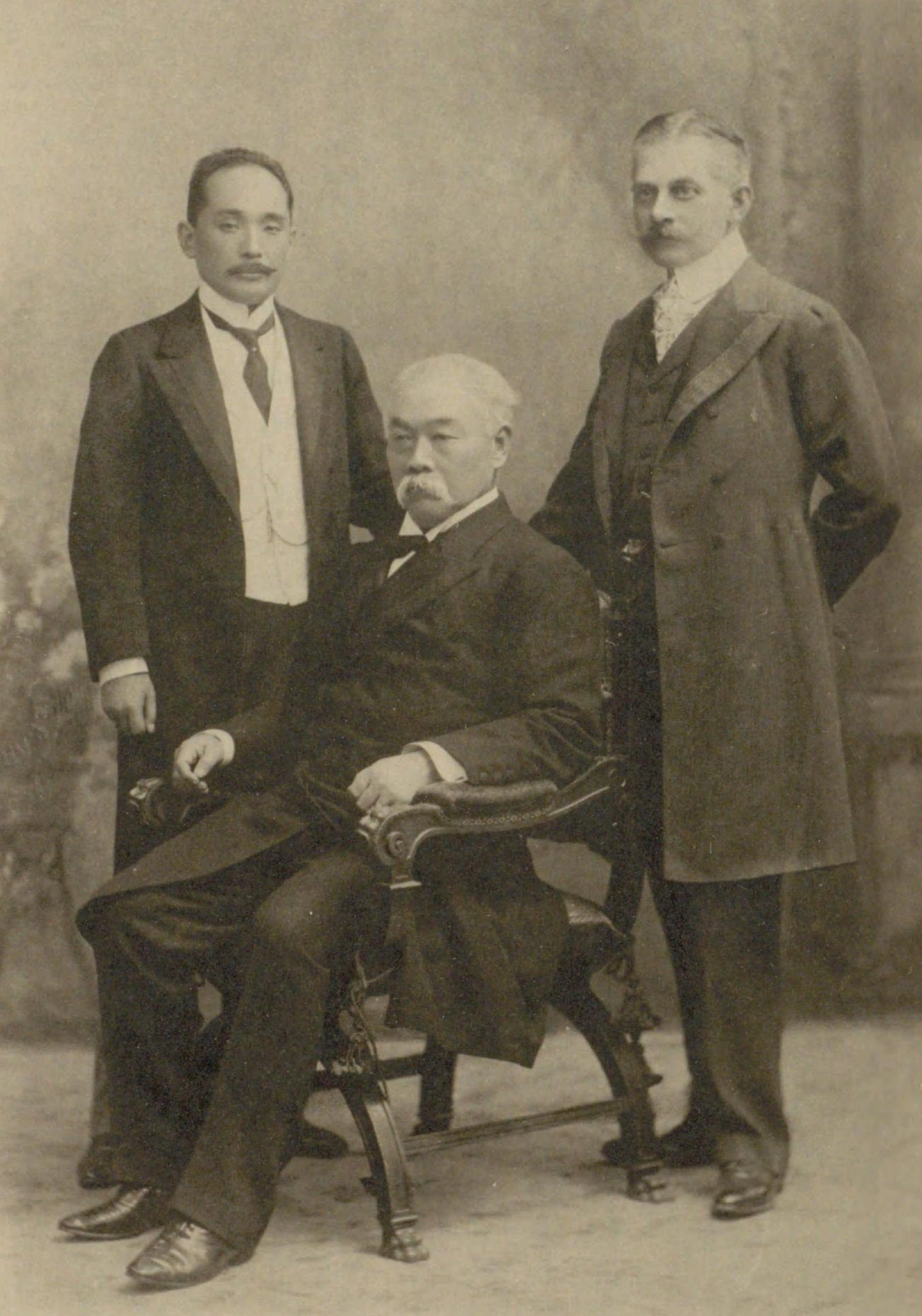
牧野伸顕（左）、松方正義（中央）、ハインリヒ・フォン・シーボルト（右）。1902年、ウィーンにて撮影

ハインリヒ・フォン・シーボルト（ドイツ語: Heinrich von Siebold, 1852年7月21日 - 1908年8月11日）は、オーストリアの外交官・考古学者。
父はフィリップ・フランツ・フォン・シーボルトで、研究分野において父との区別のため「小シーボルト」とも呼ばれる。兄は外交官で、井上馨外務卿の秘書となったアレクサンダー・フォン・シーボルト、異母姉に日本人女性として初の産婦人科医となる楠本イネがいる。ドイツ出身であるが、後に外交官としての功績が認められ、オーストリア＝ハンガリー帝国の国籍を得る。
ハインリッヒを主人公とした舞台『シーボルト父子伝〜蒼い目のサムライ』（演出木村ひさし、主演/脚本鳳恵弥、音楽パッパラー河合爆風スランプ）が2020年より毎年公演されている。

## 経歴

### 誕生
1852年にプロイセン王国領ライン地方のボッパルトで父フィリップ・フランツ・フォン・シーボルトと母ヘレーネ・フォン・ガーゲルンの次男として生まれる。2度の来日を終え、3度目の来日を準備する父の研究資料整理を手伝ったことで、ハインリヒは日本に強い興味と憧れを覚える。

### 来日
父の死により、ハインリヒの親子揃っての来日は叶わなかったが、父が幕府外交顧問として再来日した際に同行した兄のアレクサンダーが父の帰国後も日本での職務についており、徳川昭武使節団に同行し一時帰国したため、その兄の再来日に同行して1869年（明治2年）初来日を果たす。日本では兄と共に諸外国と日本政府との条約締結などの職務に着手、その合間に父の手伝い中に学んだことを活かし様々な研究活動を始める。
勤務先となったオーストリア＝ハンガリー帝国公使館では通訳、書記官を経て代理公使を務め、後にその功績を称えられて同国の国籍を得る。1891年には同国の男爵位を賜る。
日本が初の正式参加となったウィーン万国博覧会では、政府の依頼により兄とともに出品の選定に関わり、同万博には通訳としても帯同、シーボルト兄弟が関わった日本館は連日の大盛況で、成功を収める。その際に選定に共に関わった町田久成、蜷川式胤らとはその後も親交を続けた。
彼らとは好古仲間として、幾度も古物会を開催し、参加者の中には9代目市川團十郎などもその名を並べた。この頃の日本ではいわゆる考古学という学問が成立をしておらず、ただ好古家（古物愛好家）達が珍品を収集、交換し、それぞれの品に特別な名前をつけて楽しんでいる程度であったが、蜷川たちはここでハインリヒと交流することで当時最先端であった欧州の考古学を学び、またハインリヒはここで彼らとより先史時代の遺物の名称や、どこに遺跡があるかなどを学んだ。

### 日本での生活とハインリヒの家族
日本橋の商家の娘岩本はな（1851-1936）と結婚し、2男1女を儲ける。長男はハインリヒがウィーン万国博覧会に帯同中に夭折。その際の夫婦のやり取りを綴った手紙は子孫である関口家に保存されている。2008年、ハインリヒの没後100年に開催の記念展で公開された。その手紙には我が子を失った悲しみと共に、当時共同居していた異母姉楠本イネに当てて、憔悴しきっているであろう愛妻はなへの心配も綴られている。
その後、生まれた男子・於菟（オットー、1877-1902）は日本画家を目指し、岡倉覚三（天心）らの開いた上野の東京美術学校に見事一期生として合格するが、創作活動の中、体調を崩して25歳の若さで没した。
女子のレン（1879-1965）は2度の結婚で4子を儲け、その子孫は現在まで続いている。
岩本はなは芸事の達人としても知られ、長唄、琴、三味線、踊りも免許皆伝の腕前であったと言われる。当時学習院の院長であった乃木希典はその宿舎主一館の躾け担当として、若くして子供を亡くしたはなを指名することとなる。また後には福沢諭吉の娘の踊りの師匠も務めた。ハインリヒの娘の蓮もその指導を受け、長唄の杵屋流、琴の生田流の免許皆伝を受けている。

### ハインリヒの帰国と死
晩年になり重病を患ったハインリヒは、公使館の職を辞して帰国。1898年、英国軍少佐ウォレス・カーペンターの未亡人ユーフェミア・ウィルソンと結婚。その資産で南チロル地方フロイデンシュタイン城を購入し、膨大な蒐集品を収蔵した。東アジア問題の助言者としても著名であり、訪問者の通訳も務めていた。1907年にウィーンで手術を受けて一時回復し、で呉秀三の『シーボルト』の翻訳に着手したが、親友で主治医でもあるエルヴィン・フォン・ベルツ博士の懸命の治療の甲斐なく、南チロル地方フロイデンシュタイン城にてその生涯を終える。享年56。翌年にユーフェミア夫人も亡くなり、蒐集品はこの年オークションにかけられ四散した。

### ハインリヒの功績

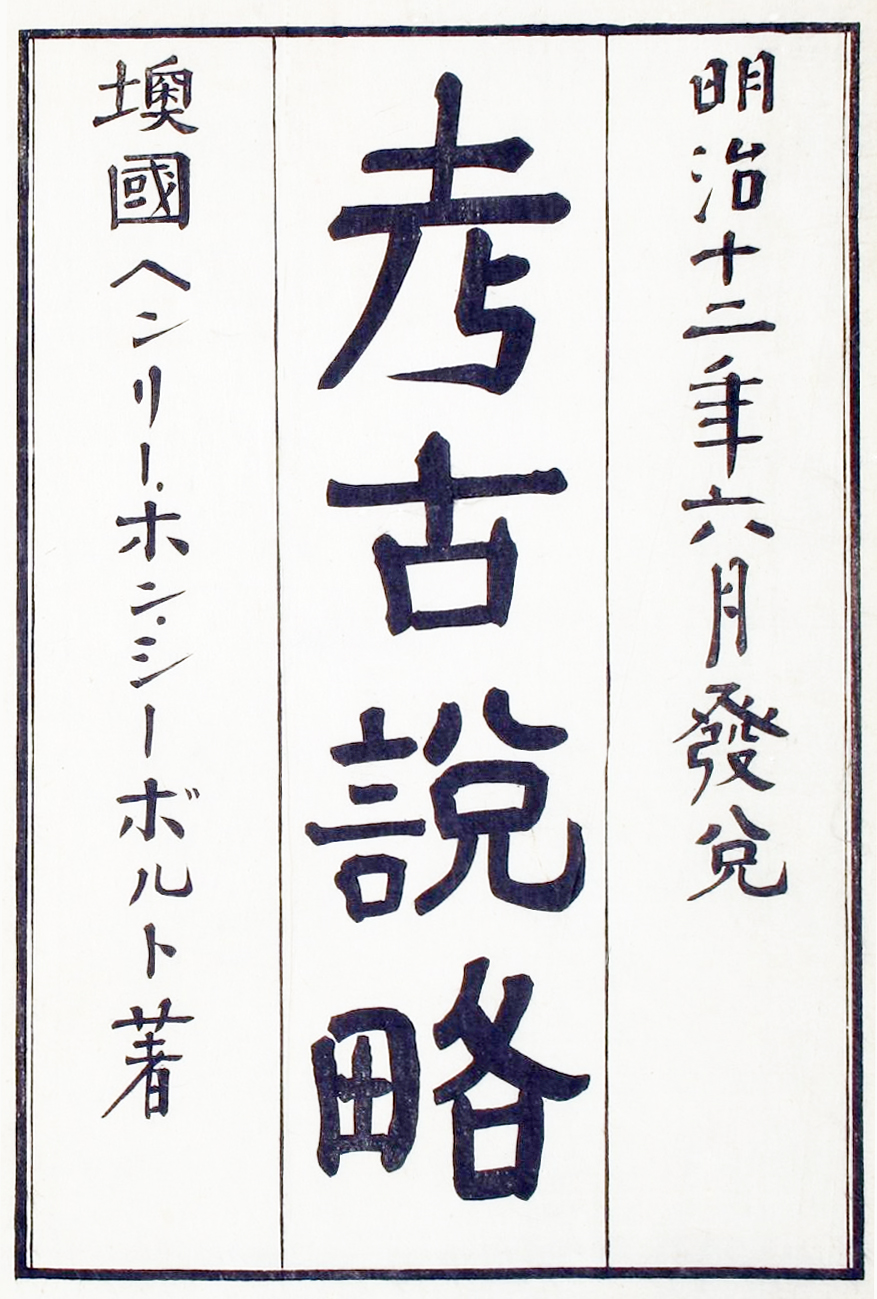
考古説略。著者名は、英語読みの「ヘンリー」となっている。

日本において、ハインリヒが残した功績は数多い。兄が父の外交的才能を受け継いだのに対し、ハインリヒは父の研究分野においての才能を色濃く受け継いだ。また、ハインリヒは日本語が堪能であり、日本人や、日本語が話せるアイヌと直に意思疎通が出来た。
1878年には大隈重信の依頼でアイヌ民族の視察と研究に函館、森町を経て平取に赴く、その際に同時期に同地を訪れていたイザベラ・バードに対して平取の地で和人の振る舞いを正すなどしてアイヌの信任を得ていたハインリッヒはその地の酋長であるペンリウクを伴いバードに紹介しつつ、バードの案内を頼むなどの助力をしている。※イザベラ・バードの研究者である金坂清則氏によれば、偶然の邂逅などはあり得ず、イギリスの依頼を受けて先遣的な役割も担っていたと推察している。
アイヌ視察後の報告書は「北海道歴観卑見」として大隈文書に残り、政府の閣議などにもアイヌの文化的価値とその存続を意見するハインリッヒの発言が残る。また、この際に現地の馬の研究も行い、後日政府に提出した「馬匹改良論」により、日本馬の改良が推進された。
考古学の分野においては、大森貝塚を始め多くの遺跡を発掘。考古説略を出版し日本に始めて考古学という言葉を根付かせた。エドワード・S・モース博士との大森貝塚発掘、アイヌ民族研究などの競い合いは日本の考古学を飛躍的に発展させた。しかし、1878年から1879年に日本での考古学的活動を終えている。
兄と共に、父の大著「日本」の完成作業を行い、当時欧州で人気であった欧州王家の日本観光に随行し、彼らの資料蒐集に関わったことも後のジャポニズムブームの起点にもなった。現在欧州に散らばるシーボルト・コレクションはその数、数万点にも及び、その約半数は小シーボルトこと、ハインリヒの蒐集したものであると言われている。

## 親族
- シーボルトの娘楠本イネは異母姉で、ハインリヒ夫婦とは同居をしていた時もある。日本人女性初の産婦人科医で、ハインリヒの長男（夭折）はイネが助産をした。
- シーボルトの長男アレクサンダー・フォン・シーボルトは兄、父シーボルト再来日時に日本に来ている。1859年（安政6年）以来日本に滞在、イギリス公使館の通弁官（通訳）を勤め、1867年（慶応3年）徳川昭武らのフランス派遣（パリ万国博覧会のため）に同行している。陸奥宗光・井上馨などの明治元勲との付き合いも深く、後年は井上馨外務卿の特別秘書となる。
日本語訳に『シーボルト最後の日本旅行』（斎藤信訳、平凡社東洋文庫）
- ヴュルツブルクには、次女マチルデの末裔コンスタンティン・ブランデンシュタイン・ツェッペリン（次女子孫がツェッペリン伯爵家と婚姻）が会長を務めるドイツシーボルト協会が既に存在し、また日本でも2008年に『ハインリッヒ・シーボルト没後100周年記念展』を開催。翌年に次男ハインリヒの末裔関口忠志や国内のシーボルト研究家が集まり「日本シーボルト協会」が設立された。

## 交遊関係
- 九代目市川團十郎：好古仲間、赤坂のハインリヒ邸で古物会を共に開催。
- 蜷川式胤：好古仲間、ウィーン万国博覧会の頃にハインリヒと知り合い交遊を深める。
- エルヴィン・フォン・ベルツ：お雇い外国人で、ハインリヒの親友、主治医。家族ぐるみでの付き合いがあり、ベルツの日記にはハインリヒ夫婦と子供がベルツの別荘に海水浴に来たことや、ベルツがハインリヒの目黒の別荘に良く訪問していたこと、アレキサンデルやハインリヒ夫婦と共に歌舞伎見物をしたことなどが書かれている。
- 大隈重信：ウィーン万国博覧会に向け、出品選定をハインリヒに依頼。
- ハインリッヒ・エドムント・ナウマン：貝塚を2、3発見し、大森貝塚の存在を伝えたと言われている。
- 十二代目守田勘彌：親友。後にハインリヒは外交官の仲間を誘い、彼の新富座へ引き幕を贈っている。
- イェンス・ヤコブ・アスムッセン・ウォルソー（英語版）：ハインリヒの考古学の師。ハインリヒは日本での採集活動の成果をデンマークのウォルソーに送り、指導を受けている。大森貝塚での採取品もこれに多く含まれていたと考えられる。
- 福沢諭吉：娘の芸事指導を、ハインリヒ夫人の岩本はなに依頼する。
- 榊原鍵吉：「最後の剣客」と呼ばれた直心影流剣術の名手。ハインリヒとは友人で、フェンシングの名手であったハインリヒは後にベルツと共に彼に入門している。
- イザベラ・バード：バードが蝦夷地の平取に入る前日に、平取から戻ってきたシーボルトと佐瑠太で会っている。平取の長ペンリウクとバードを引き合わせたとされる[3]。
- 吉田正春：友人として『考古説略』に緒言を寄せている[4]。

## 文献
- 『小シーボルト蝦夷見聞記』 原田信男・クライナーほか訳注、平凡社東洋文庫、1996年、ワイド版2009年
- ヨーゼフ・クライナー編『小シーボルトと日本の考古・民族学の黎明』 同成社、2010年12月